# Паровоз «ПТ-4-524», установленный в 1988 году в честь трудовых подвигов железнодорожников Северного Сахалина
Паровоз «ПТ-4-524», перевозивший в 1955—1987 годах грузы и установленный в 1988 году в честь трудовых подвигов железнодорожников Северного Сахалина — мемориал трудовой славы, посвященный железнодорожникам Северного Сахалина.

## Описание
Основой мемориала служит паровоз серии ПТ-4, который один из первых осуществлял транспортировку грузов по узкоколейной железнодорожной линии Оха — Ноглики. Местом установки служит возвышенность, где был проложен участок железнодорожного полотна. В декабре 2006 года было принято решение о закрытии узкоколейной железной дороги. Сейчас колеи, по которой передвигалась техника, уже нет. Паровоз установлен на бетонной площадке, к нему по склону ведет бетонная лестница.
Памятник включает в себе все подлинные конструктивные элементы действующего паровоза.

## История
История освоения острова Сахалин и его хозяйственная деятельность связана с добычей и использованием природных ископаемых.
С 1918 года природные ресурсы осваивались японскими промышленниками. Сначала освоение протекало мирным путем, так японская компания «Хокусин-Кай» начала добычу нефти на Охинском нефтепромысле. Но уже в апреле 1920 года Северный Сахалин был оккупирован японскими войсками и объявлен японскими территориями. С этого момента больше количество японских колонистов приехало строить промышленные предприятия и предприятия по добычи нефти.
Для обеспечения доставки грузов японцами были построены первые две узкоколейные железные дороги протяженностью около 11 км.
Сначала основным подвижным составом на узкоколейной железной дороге являлись паровозы серии ПТ4, произведенные в Финляндии. Затем появились паровозы серий 157 и серии 159, построенные Коломенским заводом. В 1965 году все паровозы были замены тепловозами ТУ4, которые позже уступили место тепловозам серии ТУ7.
Момент перехода на «широкую» колею стал для узкоколейной железной дороги переломным.
В начале 1990-х годов был полностью разобран участок Ноглики — Катангли — Набиль. Действующим участком остался Оха — Ноглики, который поддерживался в хорошем состоянии. В декабре 2006 года было принято решение о закрытии узкоколейной железной дороги, как следствие Железнодорожный вокзал города Охи стал заброшен.
Период с 1955 по 1987 года стал самым активным в развитии и использовании узкоколейной железной дороги на острове Сахалин. В память об этом в 1988 году был установлен памятник Паровоз «ПТ-4-524», в честь трудовых подвигов железнодорожников Северного Сахалина.
В 2019 году принято решение о реставрации памятника, поводом стали результаты госинспекции по охране объектов культурного наследия.